# Arrondissement Saint-Claude
Das Arrondissement Saint-Claude ist eine Verwaltungseinheit des französischen Départements Jura innerhalb der Region Bourgogne-Franche-Comté. Verwaltungssitz (Unterpräfektur) ist Saint-Claude.
Im Arrondissement liegen fünf Wahlkreise (Kantone) und 60 Gemeinden.

## Wahlkreise
- Kanton Coteaux du Lizon
- Kanton Moirans-en-Montagne (mit 15 von 52 Gemeinden)
- Kanton Morez
- Kanton Saint-Claude
- Kanton Saint-Laurent-en-Grandvaux (mit acht von 67 Gemeinden)

## Gemeinden
Die Gemeinden des Arrondissement Saint-Claude sind (inkl. ehemaligen Gemeinden):
| 1. Avignon-lès-Saint-Claude (39032) | 2. Bellecombe (39046)              | 3. Bellefontaine (39047)               | 4. Bois-d’Amont (39059)            |
| 5. Chancia (39102)                  | 6. Charchilla (39106)              | 7. Chassal-Molinges (39339)            | 8. Châtel-de-Joux (39118)          |
| 9. Choux (39151)                    | 10. Coiserette (39157)             | 11. Coteaux du Lizon (39491)           | 12. Coyrière (39174)               |
| 13. Coyron (39175)                  | 14. Crenans (39179)                | 15. Étival (39216)                     | 16. Fort-du-Plasne (39232)         |
| 17. Grande-Rivière Château (39258)  | 18. Hauts de Bienne (39368)        | 19. Jeurre (39269)                     | 20. La Chaumusse (39126)           |
| 21. La Chaux-du-Dombief (39131)     | 22. La Pesse (39413)               | 23. La Rixouse (39460)                 | 24. Lac-des-Rouges-Truites (39271) |
| 25. Lajoux (39274)                  | 26. Lamoura (39275)                | 27. Larrivoire (39280)                 | 28. Lavancia-Epercy (39283)        |
| 29. Lavans-lès-Saint-Claude (39286) | 30. Lect (39289)                   | 31. Les Bouchoux (39068)               | 32. Les Crozets (39184)            |
| 33. Les Moussières (39373)          | 34. Les Rousses (39470)            | 35. Leschères (39293)                  | 36. Longchaumois (39297)           |
| 37. Maisod (39307)                  | 38. Martigna (39318)               | 39. Meussia (39328)                    | 40. Moirans-en-Montagne (39333)    |
| 41. Montcusel (39351)               | 42. Morbier (39367)                | 43. Nanchez (39130)                    | 44. Pratz                          |
| 45. Prémanon (39441)                | 46. Ravilloles (39453)             | 47. La Rixouse                         | 48. Rogna (39463)                  |
| 49. Les Rousses                     | 50. Saint-Claude (39478)           | 51. Saint-Laurent-en-Grandvaux (39487) | 52. Coteaux du Lizon               |
| 53. Saint-Pierre (39494)            | 54. Septmoncel les Molunes (39510) | 55. Vaux-lès-Saint-Claude (39547)      | 56. Villard-Saint-Sauveur (39560)  |
| 57. Villards-d’Héria (39561)        | 58. Villard-sur-Bienn              | 59. Viry (39579)                       | 60. Vulvoz (39585)                 |

## Neuordnung der Arrondissements 2017

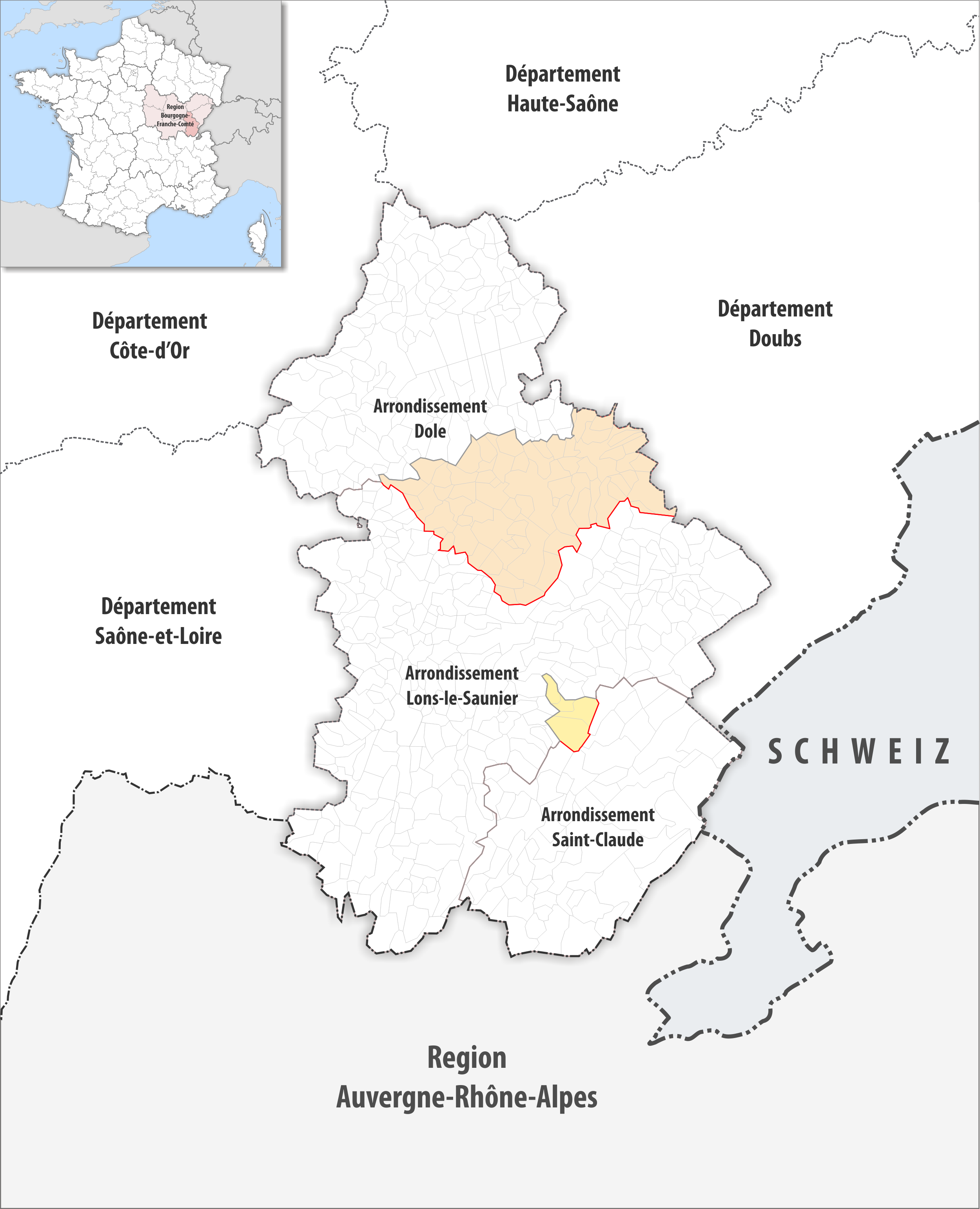
Arrondissementsanpassungen im Jahr 2017

Durch die Neuordnung der Arrondissements im Jahr 2017 wurde die Fläche der vier Gemeinden Bonlieu, Denezières, Saint-Maurice-Crillat und Saugeot vom Arrondissement Saint-Claude dem Arrondissement Lons-le-Saunier zugewiesen.

## Ehemalige Gemeinden seit der landesweiten Neuordnung der Arrondissements
bis 2018:
Molinges, Chassal, Grande-Rivière, Château-des-Prés, Lavans-lès-Saint-Claude, Pratz, Nanchez, Les Piards, Villard-sur-Bienne
bis 2016:
Cuttura, Les Molunes, Saint-Lupicin, Septmoncel
bis 2015:
Chaux-des-Prés, La Mouille, Lézat, Morez, Ponthoux, Prénovel